# Krementjukreservoaren

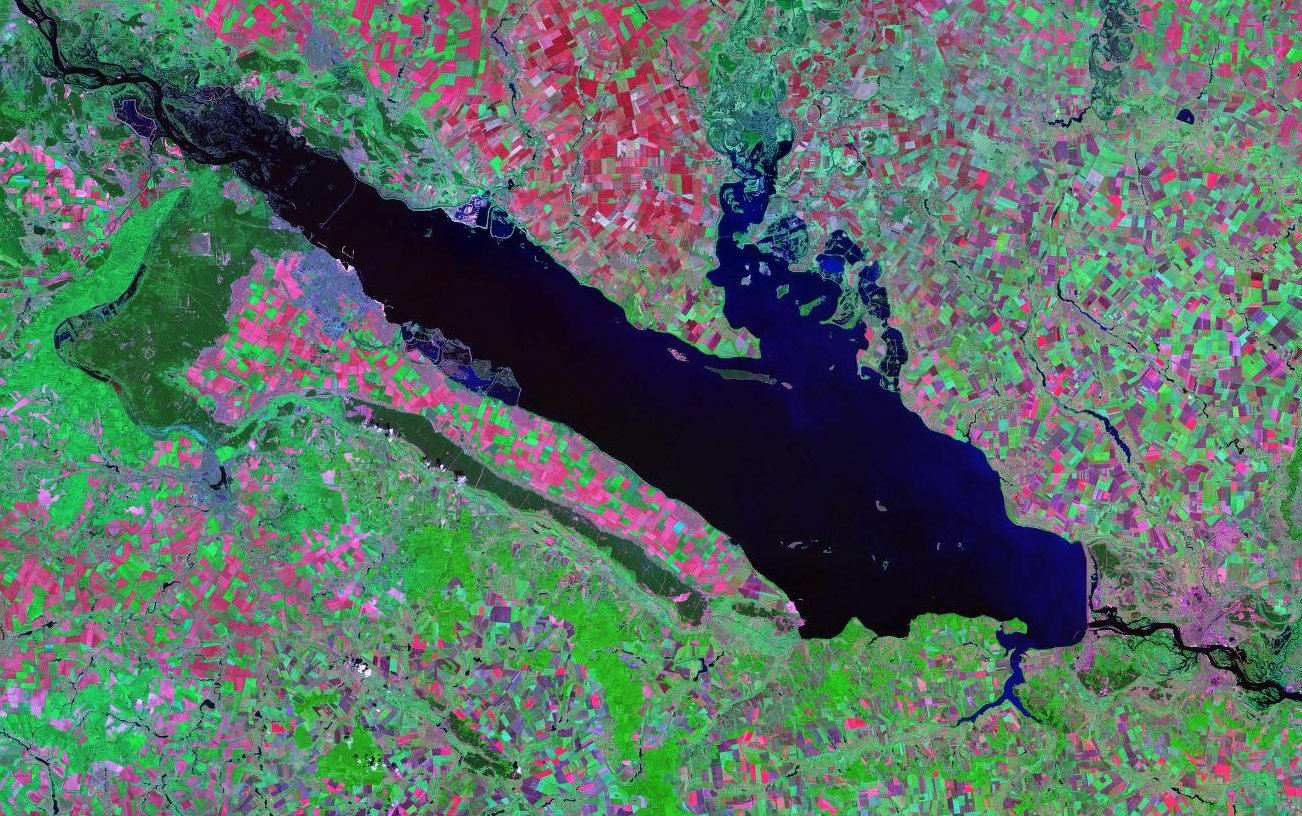
Krementjukreservoaren sedd från satellit

Krementjukreservoaren (ukrainska: Кременчуцьке водосховище: Krementjutske vodoschovysjtje) är det till ytan största av vattenmagasinen längs Dnepr. Namnet kommer av staden Krementjuk. Reservoarens totala area är 2 250 km² och ligger i Poltava, Tjerkasy, och Kirovohrad oblast i centrala Ukraina. Den var färdigbyggd 1959 när Krementjuks vattenkraftverk stod klar.
Reservoaren är 149 km lång, upp till 28 km bred och har ett genomsnittligt djup på 6 meter. Den totala vattenmängden är 13,5 km³. Den används huvudsakligen till bevattning, kontroll av vattenflödet, fiskeri och lokala transporter. Huvudhamnar är Tjerkasy och Svitlovodsk.
Bifloden Sula mynnar i reservoaren och skapar ett delta med ett flertal öar.